# Phyllopentas decaryana
Phyllopentas decaryana là một loài thực vật có hoa trong họ Thiến thảo. Loài này được (Homolle ex Verdc.) Kårehed & B.Bremer mô tả khoa học đầu tiên năm 2007.